# Eni de Estanglia

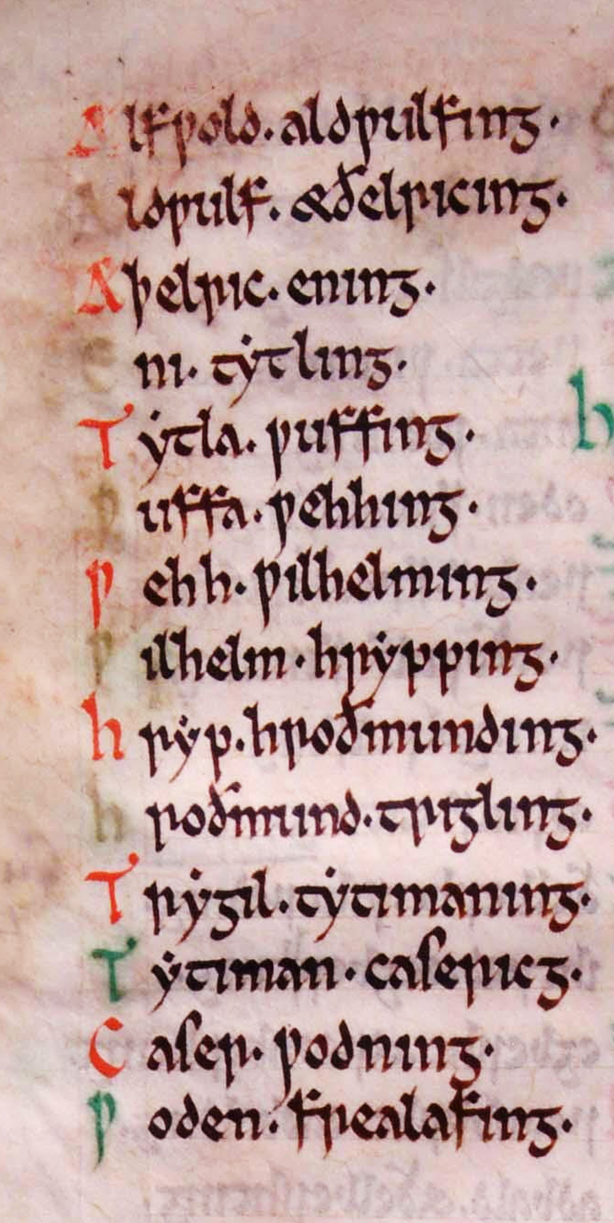
'Eni Tytling', cuando grabado en el Textus Roffensis

Eni o Ennio fue un miembro de la dinastía Wuffinga que gobernó el Reino de Estanglia. Era hijo de Totila y hermano de Redvaldo, ambos reyes de Estanglia.

Un mapa de los reinos anglosajones

No hay evidencia histórica de que Eni llegara a ser rey de Estanglia. Las referencias principales a él provienen de la Historia Eclesiástica y de la información contenida sobre Estanglia en la Genealogiae regum Anglorum. Esta información no es una lista de reyes, sino una serie de filiaciones genealógicas, (por lo que no se menciona a Redvaldo, que no fue antepasado directo Eni). 
Es posible, pero no está indicado en ningún lugar, que Redvaldo asociara a Eni como regente o sub-rey durante el periodo de su propio ascenso, 616-624. Las fuentes que tenemos indican que Eorpwald, hijo de Redvaldo, sucedió a su padre.
Eni es identificado por Beda como padre de tres reyes de Estanglia, concretamente Anna (636-654), Aethelhere (654) y Aethelwold (654-664). En la Genealogiae regum Anglorum es también el abuelo de Ealdwulf (664-713), cuyo padre era Æthelric. Teniendo en cuenta que el poder real volvió a Ealdwulf en 664 después del gobierno de sus tíos, se supone a menudo que Æthelric era el hermano mayor de Anna, Æthelhere y Æthelwold y podría ser Ecgric de Estanglia, que compartió trono con Sigeberht (629-634) y murió con él en 636. Hereswitha, la madre de Ealdwulf madre, ya había abandonado Estanglia por la vida monástica en Gaul por 647 (Beda, Historia, iv.23) y probablemente Æthelric hubiera muerto también por entonces.
Muchos de los descendientes de Eni parecen haber sido cristianos y como miembro de la casa de Raedwald posiblemente hubiera participado de alguna forma en el bautismo de Redvaldo, que tuvo lugar en Kent bajo el patrocinio de Ethelberto antes de 616, de mano de los misioneros enviados por Gregorio I. El hijo de Eni, Anna, vivía presumiblemente en Exning en 631 cuándo la hija de Anna Eteldreda nació allí. Exning esta cerca de la Isla de Ely, en Cratendune, donde el Liber Eliensis afirma que el propio Agustín de Canterbury (m. 604) estableció una iglesia. Es posible, por tanto, que el cristianismo de los descendientes de Eni tenga sus orígenes en la propia misión de Agustín.